# Fredrik Svensson (företagare)
Karl Fredrik Arvid Svensson, född 27 november 1961, är en svensk företagare.
Fredrik Svensson är sonson till metallhantverkaren Arvid Svensson, som tillsammans med sin far Johan Emil Svensson drev ett tunnplåtslageri i Grythyttan. Han är kusin till Rikard Svensson. Han utbildade sig till civilekonom.
Han är sedan 1995 verkställande direktör i familjeföretaget AB Arvid Svensson Invest i Västerås.
Fredrik Svensson bedömdes 2014 av Veckans Affärer vara en av 156 svenska miljardärer.